# Боз Ар Вилидж
Боз Ар Вилидж (на английски: Beaux Arts Village) е град в окръг Кинг, щата Вашингтон, САЩ. Боз Ар Вилидж е с население от 307 жители (2000) и обща площ от 0,5 km². Намира се на 40 m надморска височина. ЗИП кодът му е 98004, а телефонният му код е 425.